# М'ягке (Люблінське воєводство)
М'ягке (або М'яке, Ментке, пол. Miętkie) — село в Польщі, у гміні Мірче Грубешівського повіту Люблінського воєводства. Населення — 194 особи (2011).

## Історія
За королівською люстрацією 1589 року Ментке — село округи Тишівців Белзького повіту Белзького воєводства: у володінні Миколи й Івана Модринських налічувалось 5 і 3/4 лану оброблюваної землі, 4 загородники і 2 коморники.
1793 року вперше згадується унійна церква в селі.
У 1867—1933 роках Ментке було адміністративним центром однойменної волості (ґміни).
У 1921 році польський перепис нарахував 116 будинків і 587 жителів, з них 287 зарахували до українців, а 12 — до євреїв.

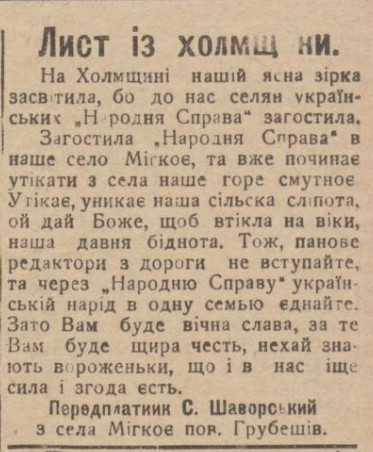
Лист з Холмщини від мешканця М'ягкого, С. Шаворського до редакції часопису Народна Справа. 1930 рік.

У Ментке в 1942—1944 роках настоятелем православної парафії був о. Василь Ляшенко (10.11.1890–11.07.1956), сотник Армії УНР, архітектор, вчитель, православний священник.
28 грудня 1943 року та 10 березня 1944 року на село здійснювали напади польські бандити. Вночі 9 березня 1944 року село було знищене польськими шовіністами з Армії Крайової і Батальйонів Хлопських. При цьому загинули дочка та дружина о. Василя Ляшенка, які були поховані на цвинтарі в Грубешеві. Могила збереглася. Загалом від рук поляків загинуло 118 місцевих українців.

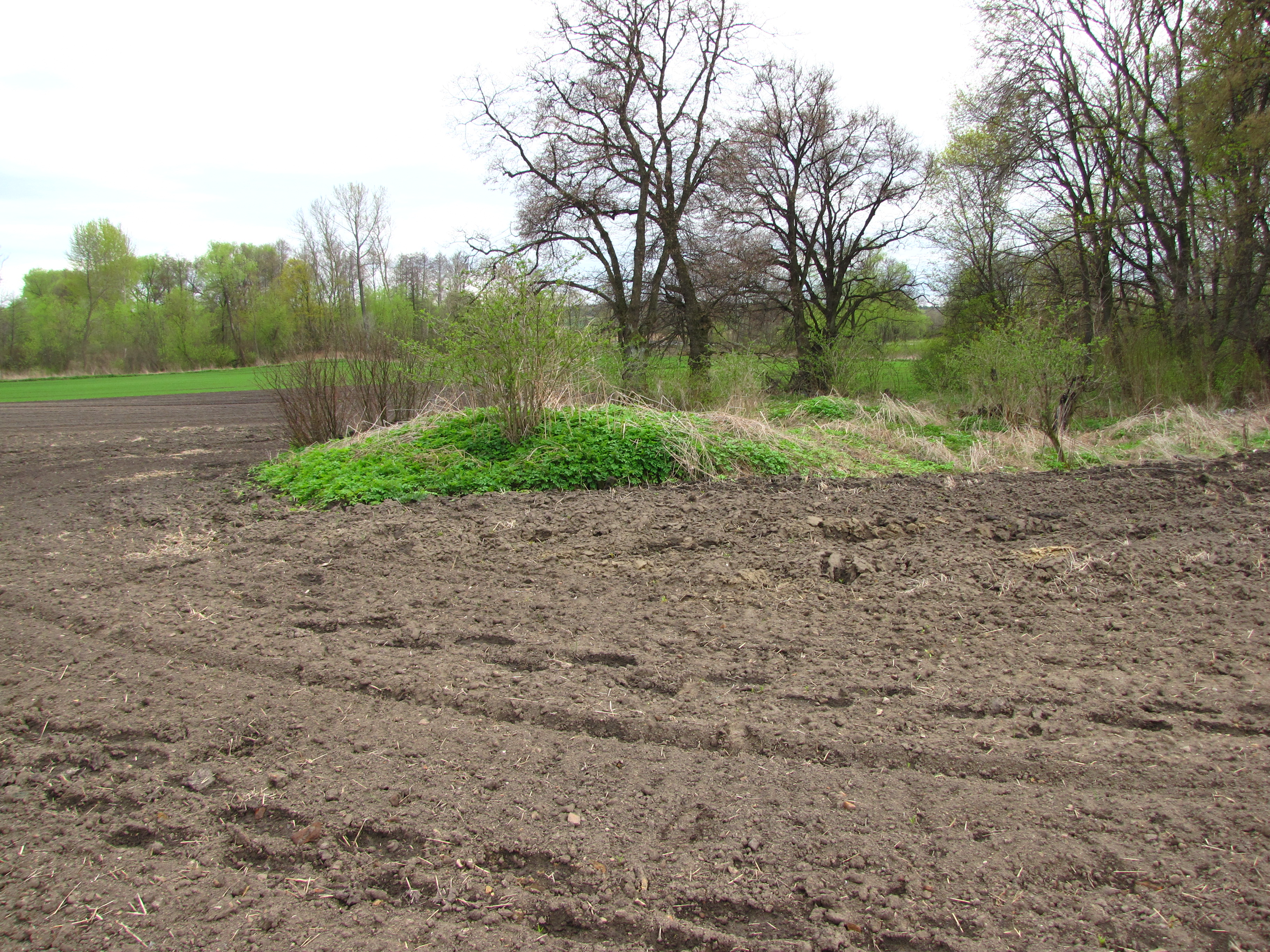
Місце по фольварку Ментке. Фото 2012 р.

19 травня 1946 року на фільварку Ментке відбулася зустріч українських та польських партизан для перемовин щодо спільних акцій в регіон і після укладання перемир'я в присілку Жар біля Руди-Ружанецької. Польське підпілля представляли: шеф військово-політичного округу Люблін Ян Затронг «Остоя», пор. Вацлав Домбровський «Азья», пор. Казимир Вітриляк «Хель»-«Друк» і чотири офіцери ВіН з невідомими прізвищами. Українців представляли Теодор Герасим'як «Дунайський» (друге його псевдо «Равич»), «Певний»-«Явір» (керівник підпільного видавництва на Холмщині) i «Хмарний» («Левко») — Володимир Баталія — працівник надрайонового СБ (служби безпеки УПА).
Ось як описує цю зустріч Є. Штендера: «Чергова нарада представників УПА та ВІН відбулася 18 травня 1946 року в селі Ментке в Грубешівському повіті. Наш представник Т. Герасим'як, чомусь недооцінив ваги тої зустрічі та прибув туди лише з двома іншими делегатами, якими були «Певний» («Явір») i «Захарчук» («Хмарний»). Польську сторону представляло аж 12 делегатів, на чолі яких стояв «Остоя», який представив себе як керуючого політичними справами в Головному командуванні ВІН. Іншими членами польської делегації були: кап. С. Ксьонжик («Вирва»): Юзеф Домбровський («Азья»), командувач на Томашівський повіт; представник з Холмського повіту; два представники з Томашівського повіту і шість інших не названих за іменами офіцерів ВІН.
Після підтвердження на зустрічі раніш досягнутих домовленостей, поляки запропонували спільний удар на Грубешів, одночасно представляючи дані розвідки про сили НКВС та польських комуністів, а також плани міста.
У 1975—1998 роках село належало до Замойського воєводства.

## Церква святого Михаїла
Вперше згадується у акті візитації єпископа Максиміліана Рилла 1775 року, де про неї говориться: «Стара, потребує ремонту, особливо маківка. Дзвіниця над бабинцем». В акті візитації 1792 року повторено: «стара, здезольована, від ґрунту репарації потребує. При тій церкві дзвіниця на цвинтарі нова». Імовірно, що церква була збудована на початку XVIII століття. У 1840-х роках її розібрали через старість. Нову збудовано вже після 1875 року, коли парафія стала православною. На початку XX століття це була велика дерев'яна будівля з чотирма маківками. Зачинена після першої світової війни. Парафія відновлена щойно під час німецької окупації. У 1943 році священник (о. Василь Ляшенко) покинув церкву через погрози польських партизанів, а 9 березня 1944 року все село і церква були спалені одним з польських підпільних загонів.

## Демографія
Демографічна структура станом на 31 березня 2011 року:
|          | Загалом | Допрацездатний вік | Працездатний вік | Постпрацездатний вік |
| -------- | ------- | ------------------ | ---------------- | -------------------- |
| Чоловіки | 90      | 14                 | 60               | 16                   |
| Жінки    | 104     | 24                 | 47               | 33                   |
| Разом    | 194     | 38                 | 107              | 49                   |